# Прості геральдичні фігури
Прості (другорядні) геральдичні фігури утворилися з почесних шляхом їх зменшення, урізання, подвоєння, потроєння і так далі. Вони можуть розташовуватися за напрямками почесних фігур, тобто в стовп, в пояс, в хрест і так далі, і поміщатися на почесних фігурах. За своєю формою вони діляться в основному на трикутні («вістря», «клин», «трикутник»), чотирикутні («квадрат», «брусок», «гонт», «ромб»), круглі («Безант», «куля», «дуга») і умовні («титло» або «турнірний комірець»).
Димінативи (англ. diminutive) — зменшені версії почесних фігур, що складають 1/2, 1/4 або 1/8 їх ширини. Подекуди ці фігури називаються вузькими.
| Термін                    | (фр.)            | Пояснення | Малюнок |
| ------------------------- | ---------------- | --- | ------- |
| Піраміда                  | chape            | фігура у вигляді трикутника, вершина якого торкається середини верхньої сторони щита, а бічні грані проходять через нижні кути щита; у французькій геральдиці вважається не геральдичною фігурою, а фігурою поділу                                                                |         |
| Вістря                    | pile             | трикутник, що має основою одну зі сторін щита або його основу. |         |
| Клин                      | giron            | прямокутний трикутник, поміщений зазвичай у правому верхньому кутку щита. |         |
| Квадрат                   | delf             | рівносторонній прямокутник; квадрати, що суцільно покриваючи щит або почесну фігуру, роблять їх шаховими |         |
| Брусок                    |                  | прямокутник, у якого висота дорівнює 1/2 основи. |         |
| Ґонт                      | billet           | прямокутник, що має висоту, рівну двом основам. |         |
| Ромб                      | losange          | рівносторонній чотирикутник з двома гострими і двома тупими кутами, причому верхній кут — гострий. Просвердлений ромб фр. rustre Наскрізний ромб фр. macle |         |
| Веретено                  | fusée            | вертикально витягнутий невеликий ромб. |         |
| Дуга                      | arqué            | називається також променистою смугою |         |
| Кишені                    | flanches         | сегменти кола, розташовані по обидва боки щита, або дуги, звернені опуклою стороною до центру щита, що йдуть з верхніх кутів в нижні. Завжди зображуються в парі. Ймовірно, ця фігура походить від загнутих сторін щита, що закривають лікті воїна.                               |         |
| Внутрішня облямівка       | orle             | димінутив облямівки, яка дещо відступає від краю. Термін «in orle» застосовується тоді, коли будь-які об'єкти розташовуються в щиті навколо його центральної частини, з відступом від краю                                                                                        |         |
| Вільна частина            | canton           | прямокутна область трохи менше однієї (правої або лівої) чверті четверочастного щита; може бути повернутою ліворуч або праворуч; застосовується у гербах міст, де поміщається емблема губернії або області.                                                                       |         |
| Плетиво                   | frette           | поширена в європейській геральдиці фігура. |         |
| Щиток                     | ecusson          | малий щит, розташований в центрі основного щита |         |
| Титло, турнірний комірець | lambel           | горизонтальна лінія з «відростками» вниз. В Англії є бризурою старшого сина. Іноді використовується для вказівки на другорядність, залежність |         |
| Коло, куля                | besant, tourteau | якщо ця фігура металева, вона показується у вигляді плоского диска, а якщо фініфтяна, зображується опуклою і називається «куля». Крім того, коло може бути і хутряним. У західноєвропейській геральдиці roundel кожного кольору має свою назву і значення (див. У статті Безант). |         |

## Ресурси Інтернету
- http://www.excurs.ru/pravila/figures/Figures.htm [Архівовано 20 грудня 2012 у Wayback Machine.]
- http://www.heraldicum.ru/glossary.htm [Архівовано 1 листопада 2016 у WebCite]